# Union nationale des syndicats autonomes
Ne doit pas être confondu avec Union nationale des syndicats agricoles.
Pour les articles homonymes, voir Unsa.
L'Union nationale des syndicats autonomes (UNSA) est une union syndicale française créée en 1993 qui revendique son réformisme.

## Historique
L'UNSA a été fondée par cinq organisations syndicales non confédérées. Elle regroupe des organisations jusque-là non affiliées de manière interprofessionnelle, certaines d'entre elles, comme la Fédération de l'Éducation nationale (FEN), étant passées à l'autonomie en 1948 par refus de la scission de la CGT qui avait abouti à la création de Force ouvrière. En octobre 1992, la FEN exclut deux composantes importantes, le Syndicat national des enseignements de second degré (SNES) et le Syndicat national de l'éducation physique (SNEP), qui créent alors la Fédération syndicale unitaire avec les membres des minorités Unité & Action et École émancipée. Ce qui subsiste de la FEN se rapproche alors d'un Groupe des 10, dix organisations syndicales autonomes non-confédérées qui se sont alliées un moment à SUD et qui veulent s'en séparer, critiquant la ligne qu'elles jugent trop contestataire.

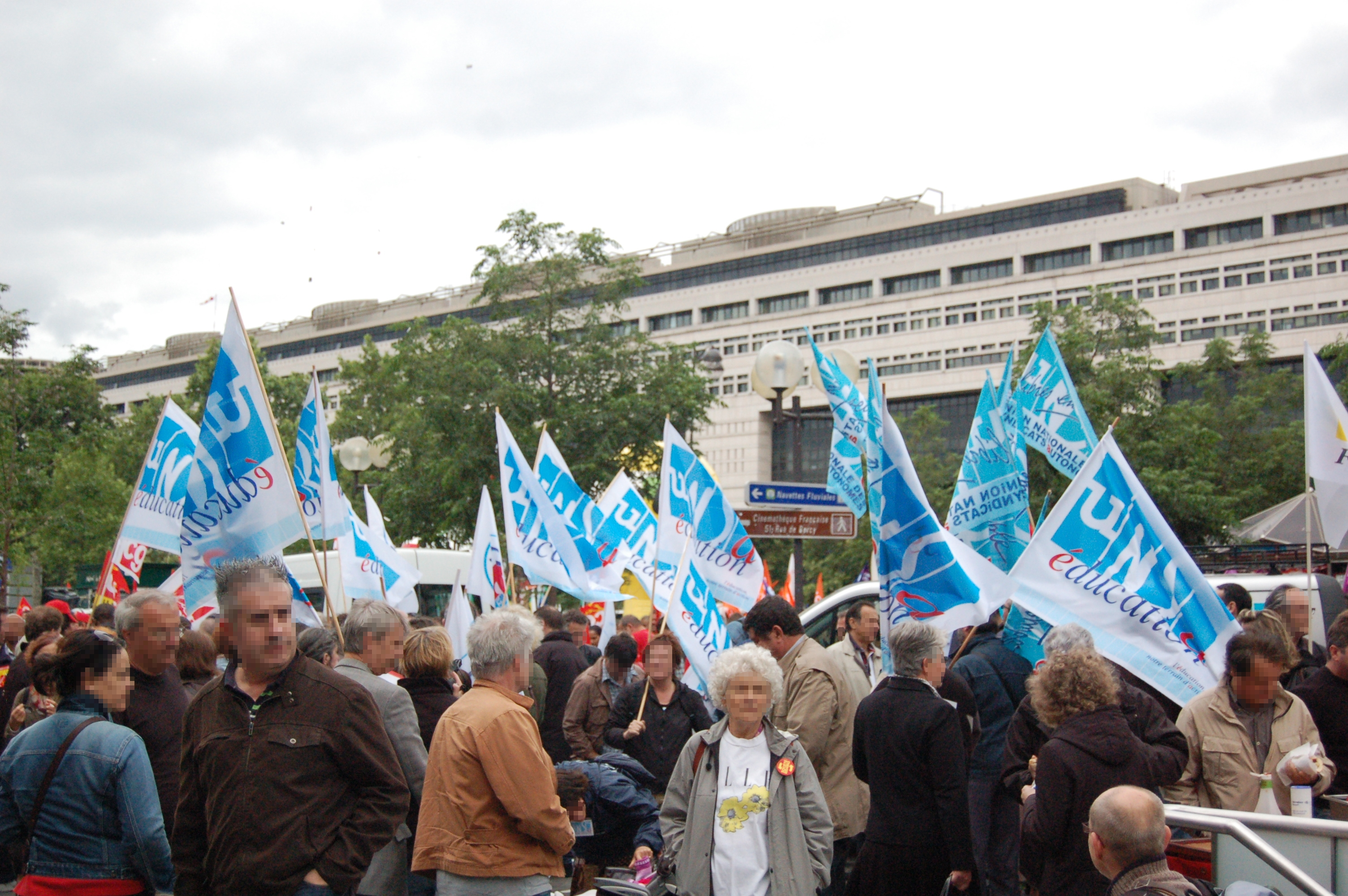
Militants UNSA Éducation en mai 2011.

À l'issue de ce double mouvement à l'origine de l'UNSA, ses cinq membres fondateurs sont :
- La Fédération de l'Éducation nationale (FEN) devenue en 2000 UNSA Éducation,
- La Fédération générale des syndicats de salariés des organisations professionnelles de l'agriculture et de l'industrie agroalimentaire (FGSOA) appelée maintenant UNSA Agriculture Agroalimentaire,
- La Fédération autonome des transports (FAT),
- La Fédération maîtrise et cadres des chemins de fer (FMC) dénommée désormais UNSA Ferroviaire,
- La Fédération générale autonome des fonctionnaires (FGAF)[2] (fonctionnaires), qui a reçu l'adhésion du syndicat de policiers FASP dissoute en 1997.

Son premier président est Jacques Mallet (FMC) et sa première secrétaire générale, Martine Le Gal (FEN).
L'UNSA revendique 200 000 adhérents ce qui en fait, selon elle, la 4e organisation syndicale française en nombre d'adhérents[réf. souhaitée]. Elle a notamment été renforcée, en 1996, par la scission locale de FO, menée par Jacques Mairé, ex-secrétaire général de l'UD-FO de Paris en rupture avec la ligne confédérale. Celui-ci refusait, en particulier, l'influence des trotskystes du Parti des travailleurs dans FO.
En 2006, la Fédération générale autonome des fonctionnaires quitte l'Union. La plupart de ses syndicats restent à l'UNSA à l'image du SNOP, de l'UNSA Équipement ou de l'UNSA Justice. Seule la Fédération autonome de la fonction publique territoriale a suivi le choix de la FGAF qu'elle dirigeait. Les fonctionnaires territoriaux souhaitant rester à l'UNSA ont créé une nouvelle UNSA-Territoriaux.
En 2008, l'UNSA évoque un rapprochement avec la CFE-CGC ; celui-ci échoue.

## Identité syndicale
L'UNSA a pour objectif affiché de rassembler les syndicats « dans une démarche réformiste, laïque et revendicative, fondée sur l'indépendance syndicale pour un syndicalisme rénové et démocratique. » Elle a notamment été active lors des conflits du printemps 2003 sur les retraites et elle a soutenu le mouvement du printemps 2006 contre le contrat première embauche (CPE), dans le cadre de l'intersyndicale large qui s'est alors constituée.
Elle est membre de la Confédération européenne des syndicats (CES), depuis 1999, et du TUAC (Comité consultatif des organisations syndicales auprès de l'OCDE).
Alain Olive, qui avait été réélu lors du congrès de décembre 2009 qui s'est tenu à Pau, a quitté ses fonctions en cours de mandat comme il l'avait annoncé avant son élection. Il a été remplacé par Luc Bérille, élu par le conseil national, réuni le 17 mars 2011 et renouvelé lors du congrès de Montpellier. C'est Laurent Escure qui lui succède en avril 2019, lors du congrès de Rennes.

## Organisation
L'UNSA a la structure juridique d'une union de syndicats mais sa structure se rapproche de celle d'une confédération, à cette différence près que, pour des raisons historiques notamment, ses organisations syndicales adhérentes (dites « OSA » en interne) sont soit des fédérations syndicales, soit des syndicats d'entreprise (dès lors qu'il n'existe pas déjà une fédération adhérente dans le même secteur).

### Pôles professionnels et regroupements transversaux
Au niveau national, elle est organisée en pôles professionnels (parfois constitués en fédérations, parfois regroupant plusieurs fédérations et/ou syndicats) et en regroupements transversaux.
Les pôles professionnels correspondent généralement à ce que sont des fédérations professionnelles au sein des confédérations. Cependant, leur rôle est limité à la simple coordination. Les 8 pôles professionnels sont :
- Pôle 1 : Agriculture, agroalimentaire, organismes agricoles
- Pôle 2 : Banque, assurance, établissements financiers
- Pôle 3 : Commerce, hôtellerie, tourisme
- Pôle 4 : Communication, audiovisuel, spectacles
- Pôle 5 : Industrie (l'Union Fédérale de l'Industrie regroupe les fédérations, les syndicats nationaux de branche et les syndicats d'entreprise relevant des secteurs de l'industrie et de la construction)
- Pôle 6 : Services, tertiaire et activités diverses
- Pôle 7 : Transport
- Pôle 8 : Fonction publique (regroupe les fédérations de la Fonction publique)

Les regroupements transversaux ont pour but de coordonner des organisations syndicales affiliées à l’UNSA relevant de différents pôles dans des domaines où la structure générale interprofessionnelle n’est pas suffisamment pertinente.
Les 4 regroupements transversaux sont :
- l'UNSA Retraités
- l'UNSA Fonction publique
- UNSA Sports
- UNSA Spectacle et communication

### Organisation territoriale
Comme les autres centrales, l'UNSA a également une structuration territoriale en unions régionales, départementales et, le cas échéant, locales qui regroupent les adhérents des syndicats présents sur ces territoires.

### Structures

#### Historique
À sa création en 1993, l'UNSA fonctionnait comme un cartel d'organisations dont les décisions se prenaient à l'unanimité. Elle était administrée par un exécutif national, composé de représentants des organisations constitutives, avec une présidence annuelle tournante et un secrétariat général fixe. Un conseil national, à l'image de l'exécutif, se réunissait trimestriellement.
Depuis le congrès d'Issy-les-Moulineaux (1998), l'UNSA a changé de dimension et donc de structures. Depuis cette époque, l'organisation correspond à son architecture actuelle.

#### Organisation interne
L'UNSA a pour organe souverain le congrès national regroupant des délégués des organisations syndicales adhérentes et des unions régionales et départementales. Le congrès, triennal à l'origine, est devenu quadriennal depuis le congrès de Pau (2009).
Entre deux congrès, elle est administrée par un bureau national (composé du secrétariat national et de représentants des pôles), le plus souvent élargi aux unions régionales et à un conseil national trimestriel composé des membres du bureau national, de représentants supplémentaires des pôles et des responsables d'unions départementales.
Le secrétariat national est renouvelé par un conseil national réuni à l'occasion du congrès. Chaque candidat au poste de secrétariat général se présente avec la liste de candidats au secrétariat national qu'il propose. Le conseil national vote sur cette liste (ou les listes éventuellement en concurrence).
À l’occasion du 6e congrès national de Montpellier l’UNSA du 31 mars au 2 avril 2015, le conseil national a procédé au renouvellement du secrétariat national de l’organisation.

### Secrétaires généraux
- Martine Le Gal (1993-1994)
- Alain Olive (1994-2011)[9]
- Luc Bérille (élu le 17 mars 2011 et reconduit le 2 avril 2015)
- Laurent Escure élu le 4 avril 2019 au congrès de Rennes[10]
- Guillaume Trichard, alors secrétaire général adjoint de l'Unsa, a été élu Grand Maître du Grand Orient de France (GODF) en 2023.

## Critiques et indépendance
L'UNSA est accusée d'être parfois trop proche de la direction des entreprises, ou des cadres. Ainsi, en 2011, un article du Figaro relate la clémence de la direction de la RATP vis-à-vis de l'UNSA.
En 2015, un des syndicats affiliés à l'UNSA a été condamné pour manque d'indépendance vis-a-vis du patronat.
Aux élections régionales de 2021, deux dirigeants nationaux de l'UNSA figurent sur les listes du Rassemblement national (RN),. Ces ralliements conduisent Laurent Escure, secrétaire général de l'UNSA, à rappeler les positions antisyndicales de la formation d’extrême droite. En 2023, son syndicat de policiers, publie un communiqué qui assimile les émeutiers à des « Hordes sauvages » de « nuisibles », « chienlit » subie « depuis des décennies ». Ce communiqué conjoint avec Alliance, un syndicat classé à droite, qui a conclu une alliance électorale avec l'UNSA Police, est vivement condamné par Laurent Escure

## Question de la représentativité

### Élections prud'homales
| Organisations syndicales | 1987 | 1992   | 1997   | 2002   | 2008   |
| ------------------------ | ---- | ------ | ------ | ------ | ------ |
| UNSA                     | –    | 0,14 % | 0,72 % | 4,99 % | 6,25 % |

L'UNSA est passée en 2008 de 162 à 246 conseillers (3,39 % du total). Elle a réalisé son meilleur score dans la région Centre avec 8,2 % des voix. Résultats 2008/2002 par collège :
- Industrie : 3,8 / 2,5 %
- Commerce : 6,7 / 5,2 %
- Agriculture : 9,3 % / 8,9 %
- Activités diverses : 7,6 % / 6,0 %
- Encadrement : 7,4 % / 8,1 %
- Global : 6,25 % / 5,0 %

### Problématique générale
L'UNSA est reconnue comme représentative dans le secteur public, où elle concentre la majorité de ses adhérents (4e organisation syndicale de la fonction publique). En 2022, elle obtenait 11,5 % des suffrages dans la fonction publique, avec un bastion dans celle de l'État.
Elle veut se développer également dans le secteur privé puisqu'elle a recueilli plus de 5 % des voix lors des élections prud'homales de 2002. Durant cette année 2002, lors de son 3e congrès, l'UNSA reçoit le soutien de Martine Aubry, maire de Lille, et de Emilio Gabaglio, secrétaire général de la Confédération européenne des syndicats, sur cette question. Représentative dans une trentaine de branches du secteur privé, elle demande à être reconnue comme centrale représentative, mais le rejet implicite de sa demande est confirmé après recours devant le Conseil d'État en 2004. L'UNSA décide alors de porter cette question devant la cour de justice européenne, mais la procédure devient caduque du fait des changements de règles de représentativité introduits par la loi de 2008.
La loi du 20 août 2008 définissant les nouvelles règles de la représentativité syndicale, pèse sur son poids national, en imposant à tout syndicat qui veut compter au niveau national et dans les négociations interprofessionnelles de recueillir 8 % des voix des salariés. L'UNSA n'en compte que 6,25 % aux élections prud'homales de décembre 2008. Cette loi permet par contre, localement, à tout syndicat n'appartenant pas aux cinq confédérations issues de l'après-guerre, et qui a deux adhérents dans une entreprise, de pouvoir légalement créer une section syndicale et se présenter aux élections professionnelles — ce qui lui était interdit jusque-là. Depuis 2008, l'UNSA crée de nouvelles sections syndicales dans les entreprises. En 2013, elle est créditée de 4,26 % aux élections dans le secteur privé, lors de la dernière mesure de représentativité en 2013, et son objectif est dès lors de franchir le seuil de 8 % pour devenir représentative et participer aux négociations interprofessionnelles. Lors d'une nouvelle mesure de la représentativité dans le secteur privé en 2017, elle obtient 5,35 % des suffrages exprimés. Ses résultats lui permettent alors de négocier dans 86 branches au lieu de 58,,. En 2021, elle obtient 6 % des suffrages, confirmant sa progression.
En juin 2020, l'UNSA interpelle le président de la République, Emmanuel Macron, et revendique un nouvel étage de représentativité basé sur l’addition des voix des salariés du public et du privé dans toutes les instances où ils sont ensemble concernés. Cette solution lui confèrerait la représentativité, contrairement à la FSU, absente du secteur privé et à Solidaires.

## Prises de position

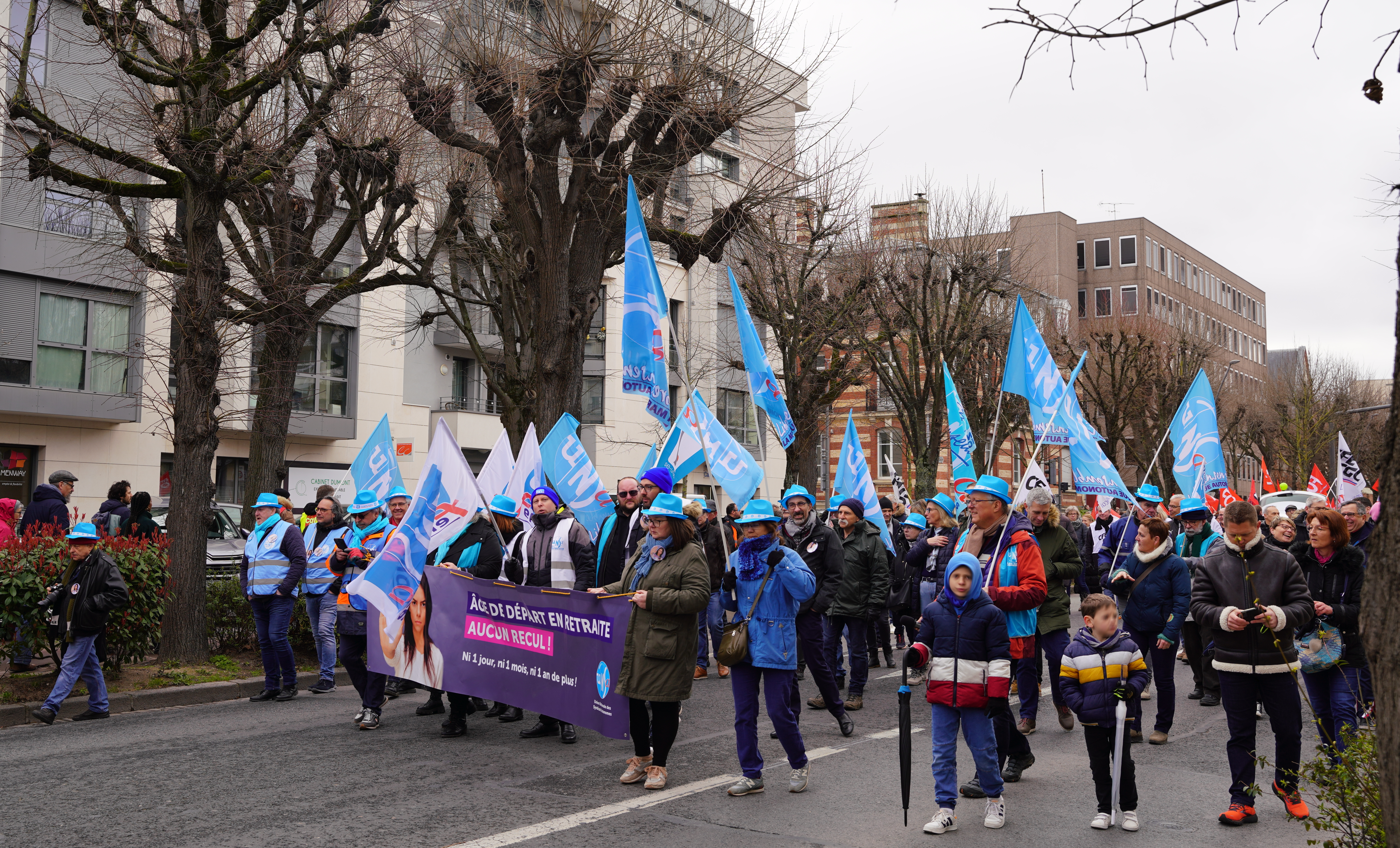
Manifestation contre la réforme des retraites de 2023.

### Réforme des retraites de 2010
Cette section ne s'appuie pas, ou pas assez, sur des sources secondaires ou tertiaires indépendantes du sujet. Le texte peut contenir des analyses inexactes ou inédites de sources primaires.
Pour l'améliorer, ajoutez-en, ou placez des modèles {{Source secondaire souhaitée}} ou {{Source secondaire nécessaire}} sur les passages mal sourcés. (janvier 2022)
L'UNSA a formulé des propositions pour réformer le système de la retraite en France et participé à certaines des huit grandes journées de grèves contre la réforme française des retraites de 2010. Le syndicat juge que la part des dépenses de l’assurance vieillesse relevant en réalité de solidarité (minimum contributif, avantages conjugaux et familiaux…) doit relever des ressources fiscales. Elle demande elle aussi de taxer l’intéressement et la participation au même niveau que les cotisations sociales patronales sur les salaires, en portant de 4 % à 15 % le forfait social sur l’intéressement. L'UNSA propose, comme la plupart des syndicats, de relever la CSG d’un point et a rejeté en bloc la réforme 2010 des retraites en France.

## Défense des consommateurs
Héritage de la FEN, dont une partie est devenue aujourd'hui la fédération UNSA éducation, l'Association de défense d'éducation et d'information du consommateur (Adéic) est une association de consommateurs proche de l'UNSA et attachée à la défense des consommateurs.

## Mouvement social de 2023
Dans le contexte politique, démographique et social à rebondissements du début des années 2020, l'UNSA fait partie de l'intersyndicale nationale qui organise douze journées de manifestations géantes dans 300 villes de France, avec de nombreuses grèves et occupations temporaires de péages et sites logistiques ou autoroutiers au centre du mouvement social contre le projet de réforme des retraites en France de 2023 et écrit à Emmanuel Macron pour demander des négociations, puis n'ayant pas été reçue, une médiation et une suspension de l'adoption du texte de loi.